# Peleteria kolomyetzi
Peleteria kolomyetzi là một loài ruồi trong họ Tachinidae.